# 寬尾潛鮃
寬尾潛鮃為輻鰭魚綱鰈形目鰈亞目牙鮃科的其中一種，為熱帶海水魚，分布於東太平洋區，從加利福尼亞灣至秘魯海域，棲息深度20-100公尺，體長可達28公分，棲息在軟底質底層水域，以底棲生物為食，生活習性不明，可作為食用魚。